# علي فطوم
علي فطوم هو خبير فلسطيني في علم الأوبئة. يشغل منصب مسؤول قسم الأبحاث وتطوير اللقاحات في جامعة ميشيغان. طور لقاح وقائي ضد الميكروبات العنقودية، وهذا اللقاح موسوم باسمه ومعترف به في مجال علم الأحياء. كان أحد المرشحين لجائزة نوبل في الكيمياء لعام 2020. 

## سيرته
ولد علي فطوم في قرية نَحِف في الجليل الأعلى، نال درجة البكالوريوس في علم الأحياء من الجامعة العبرية في القدس، والماجستير من جامعة تل أبيب في علم الأحياء الدقيقة، وفي عام 1983 نال الدكتوراة في علم البيئة الميكروبية من الجامعة العبرية. عمل أستاذاً مساعداً في جامعة بيرزيت في قسم الأحياء، وفي عام 1987 انضم للمعهد الوطني للصحة في مدينة بيثيسدا في ولاية ميريلاند الأمريكية، وتخصص في أبحاث اللقاحات لمدة سبع سنوات. في عام 1991 انتقل للعمل في شركة نابي للأدوية الحيوية وكان مسؤول فريق تطوير اللقاحات البكتيرية ثم نائب رئيس الشركة. عمل على تطوير لقاح النيكوتين، وهو لقاح ثانٍ تم اختراعه وتطويره من قبله للإقلاع عن التدخين من خلال التجارب السريرية في مرحلتها الثانية.
عام 2011 بدء العمل في شركة Blue Willow التابعة لجامعة ميشيغان مسؤولاً عن قسم الأبحاث وتطوير اللقاحات. ثم أصبح أستاذاً مساعداً في معهد النانو التكنولوجي عام 2012 التابع لجامعة ميشيغان، وركز جهوده على تطوير لقاحات داخل الأنف ضد أمراض الجهاز التنفسي (مثل الإنفلونزا، الجمرة الخبيثة، والسعال الديكي) والأمراض المنقولة جنسيًا مثل الهربس التناسلي والكلاميديا، وفيروس نقص المناعة البشرية) باستخدام تقنية Nano StatTM التي تم تطويرها في الجامعة. عمل أيضاً عضواً في فريق تطوير لقاح فيروس كورونا في الولايات المتحدة.
له أكثر من 70 بحث علمي محكم في مجلات علمية، و20 براءة اختراع.